# District de Gò Công Tây
Gò Công Tây est un district de la province de Tiền Giang dans la delta du Mékong au sud du Viêt Nam. 

## Géographie
La superficie de Gò Công Tây est de 272 km2. 
Le chef lieu du district est Vĩnh Bình.